# Albeneir
Albeneir Marques Pereira (Baldim, 9 de setembro de 1957 - Biguaçu, 15 de junho de 2023) foi um futebolista brasileiro que atuava como atacante.
É o terceiro maior artilheiro da história do Figueirense, com 93 gols marcados em 221 jogos.

## Clubes
Albeneir iniciou sua trajetória no futebol nas categorias de base do Cruzeiro em 1975, clube no qual se profissionalizou.
Atuou pelo ESAB de Contagem, teve uma rápida passagem pelo Nacional-AM, mas começou a destacar-se no Brasília EC, em 1978, quando passou a fazer gols e chamar a atenção de várias equipes do Brasil.
No ano seguinte foi para o Operário-MS.
Chegou ao Figueirense em 1982. A estreia foi no dia 12 de maio de 1982, empate diante do Blumenau, no Estádio Orlando Scarpelli.
Em 1983, conquistou a Taça Mané Garrincha, troféu ao campeão da segunda etapa do Campeonato Catarinense de 1983, torneio no qual marcou 23 gols.
Disputou o Campeonato Brasileiro de 1984 pelo Joinville.
Chegou ao Grêmio em 1984. Estreou com gol na vitória por 3 a 0 sobre o Inter-SM, em 4 de outubro. Ainda naquele ano, sofreu ruptura completa no ligamento cruzado anterior do joelho numa partida contra o Caxias, foi operado em novembro, e só retorno ao futebol 11 meses depois.
Em 1985, voltou ao Figueirense por empréstimo, onde brigou com o técnico Borba Filho e foi liberado.
Em 1986, retornou ao Grêmio, fazendo parte do elenco Campeão Gaúcho de 1986. Pelo clube, fez 36 partidas e marcou 21 gols, e só não teve maior destaque pois sofreu várias contusões.
Em 1987, passou pela Inter de Limeira sem brilhantismo, onde fez apenas cinco jogos e um gol marcado, o da derrota para o Noroeste, em Bauru, por 3 a 1, em 26 de fevereiro daquele ano.
Em 24 de maio de 1987, numa partida entre o Figueirense e o Laguna Esporte Clube, disputado no estádio municipal lagunense pela segunda divisão do Catarinense, marcou um do meio-campo aos oito segundos de jogo, sendo o gol mais rápido de Santa Catarina.
Em 1990, disputou o Campeonato Gaúcho pelo Glória de Vacaria.
Entre idas e vindas, atuou por sete temporadas pelo Figueirense (1982/83/84/85/87/88/89/92).
Chegou ao Avaí em 1992, sendo vice campeão estadual naquele ano. Atuou também em 1993, quando aposentou-se pelo clube, onde fez 49 jogos e marcou 11 gols.
Atuou ainda por Matsubara, Athlético-PR, Novorizontino, Goiás, Aimoré, Grêmio Maringá e Marcílio Dias. Também defendeu as camisas de equipes amadoras de Biguaçu, entre elas Limeira, Vendaval, Santos e Benfica.

### Seleção Brasileira
Foi convocado pelo técnico Jair Picerni para os amistosos que a seleção olímpica do Brasil faria se preparando para os Jogos Olímpicos de Los Angeles, nos Estados Unidos, em 1984. Disputou dois amistosos preparatórios: no dia 10 de junho de 1984, no Maracanã, com vitória de 1 a 0 sobre o Campo Grande, e em 21 de junho de 1984, no Estádio Couto Pereira, quando marcou um dos gols da vitória de 2 a 0 sobre o Coritiba.

## Morte
Após enfrentar problemas de saúde e um AVC no mês de abril, o que o levou a passar um período internado no Hospital Celso Ramos de Florianópolis. Albeneir faleceu na manhã de 15 de junho de 2023 em sua residência em Biguaçu, na Região Metropolitana de Florianópolis. O velório foi realizado na Capela Nossa Senhora Aparecida, no Estádio Orlando Scarpelli.

## Títulos

### Conquistas coletivas

#### Brasília
- Campeonato Brasiliense: 1978, 1980

#### Operário-MS
- Campeonato Sul-Mato-Grossense: 1979

#### Figueirense
- Taça Mané Garrincha: 1983[14]

#### Grêmio
- Campeonato Gaúcho: 1986[17]

### Conquistas Individuais
- Seleção do ano do Paraná (jornal “O Estado do Paraná”) - Troféu “Corujinha de Ouro”: 1981.[carece de fontes?]

Honrarias
- 2015 - homenageado pela Câmara Municipal de Florianópolis com o título de Cidadão Honorário[carece de fontes?]